# Relaciones Cabo Verde-Chile
Las relaciones Cabo Verde-Chile son las relaciones internacionales entre la República de Cabo Verde y la República de Chile.
Hacia 1892 existía un consulado de Chile en Cabo Verde, cuyo representante era el cónsul Juan Laportier, siendo una de las primeras representaciones diplomáticas del país sudamericano en el continente africano.
Formalmente, ambos países establecieron relaciones el 20 de octubre de 1999, a partir de la rúbrica de un Protocolo sobre Establecimiento de Relaciones Diplomáticas.